# 재매개
재매개(remediation)란 폴 레빈슨(Paul Levinson)이 새로운 미디어 테크놀로지가 앞선 테크놀로지를 개선하거나 수정하는 "인간성향적anthropotropic" 과정이라 정의한 개념으로 새로운 미디어가 앞선 미디어 형식들을 개조하는 형식 논리를 의미한다.

## 소개
볼터와 그루신에 따르면, 재매개는“비매개(immediacy)"와 "하이퍼매개(hypermediacy)"라는 두 가지 논리 또는 방식으로 이루어진다. 먼저 비매개는 투명성을 추구하는 논리 또는 방식으로 마치 매우 투명한 큰 창을 통해 창 너머의 풍경을 보는 것처럼 보는 이가 미디어 자체를 보지 못하거나 미디어가 있다는 사실을 느끼지 못하고 미디어가 표상한 대상에 주목하거나 빠져들도록 만드는 표상 양식이다. 반면 하이퍼매개는 비매개와는 달리 매개하고 있는 미디어 그 자체를 드러내거나 복수의 이질적인 화면 또는 공간을 만들어 보는 이가 미디어 자체에 주목하게 만들고 미디어를 환기시키는 표상 양식이다. 이런 비매개와 하이퍼매개는 어떤 원리이기보다는 문화적 관습에 가까우며, 또 각각의 논리가 배타적이라기보다는 서로 의존적으로 작동한다.

## 관련도서
- 이재현, 《재매개 (뉴미디어의 계보학)》, 커뮤니케이션북스, 2006. ISBN 8984995908
- 김호기, 《지식의 최전선 (세상을 변화시키는 더 새롭고 더 창조적인 발상들)》, 한길사, 2002

## 관련논문
- 디지털 미디어 인터페이스의 재매개화 연구: Immediacy와 Hypermediacy를 중심으로[깨진 링크(과거 내용 찾기)] 정일형, 경희대 박사논문, 2005

## 같이 보기
- 마셜 맥루언